# Чалум
Чалум — историческое название древних парусных судов, которые применялись кхмерами для рыболовства и каботажного плавания.

## Конструкция
Чалум представлял собой узкую длинную лодку с заострёнными оконечностями корпуса. Полная длина достигала 12 метров. На высокой мачте поднимался большой прямоугольный парус площадью до 80 кв. метров, который растягивался между гафель-реей и гиком. Управление осуществлялось узким рулём, который монтировался не на штевне, а параллельно одному из бортов.